# Ochraethes sommeri
Ochraethes sommeri är en skalbaggsart som först beskrevs av Louis Alexandre Auguste Chevrolat 1835.  Ochraethes sommeri ingår i släktet Ochraethes och familjen långhorningar. Inga underarter finns listade i Catalogue of Life.